# Архиепархия Касереса

Провинция Южный Камаринес (выделено красным)

Архиепархия Касереса (лат. Archidioecesis Cacerensis) — епархия Римско-Католической церкви с центром в городе Касерес, Филиппины. Юрисдикция архиепархии Касереса распространяется на часть провинции Южный Камаринес.  В митрополию Касереса входят епархии Даэта, Легаспи, Либманана, Масбате, Сорсогона и Вирака. Кафедральным собором apxиепархии Касереса является церковь святого Иоанна Евангелиста.

## История
14 августа 1595 года Римский папа Климент VII выпустил буллу Super specula militantis Ecclesiae, которой учредил епархию Касереса, выделив её из епархии Манилы.
29 июня 1951 года епархия Касереса передала часть своей территории для возведения новой епархий Легаспи и Сорсогона. В этот же день Римский папа Пий XII выпустил буллу Quo in Philippina Republica, которой возвёл епархия Касереса в ранг архиепархии.
27 мая 1974 года архиепархия Касереса передала часть своей территории для возведения новой епархии Даэта.
9 декабря 1989 года apxиепархия Касереса передала часть своей территории для возведения новой территориальной прелатуре Либманана (сегодня - Либманана).

## Ординарии епархии
- епископ Luis Maldonado (1595 — );
- епископ Francisco Ortega (1599 — 1602);
- епископ Baltazar de Covarrubias y Múñoz (1603 — 1605);
- епископ Pedro de Godinez (1605 — );
- епископ Pedro Matias (1612 — );
- епископ Diego Guevara (1616 — 1623);
- епископ Luis de Cañizares (1624 — 1628);
- епископ Francisco de Zamudio y Avendaño (1628 — 1639);
- епископ Nicolas de Zaldivar y Zapata (1644 — 1646);
- епископ Antonio de San Gregorio (1659 — 1661);
- епископ Andres Gonzalez (1685 — 1709);
- епископ Domingo de Valencia (1718 — 1719);
- епископ Felipe Molina y Figueroa (1724 — 1738);
- епископ Isidro de Arevalo (1740 — 1751);
- епископ Manuel de Matos (1754 — 1767);
- епископ Antonio de Luna (1768 — 1773);
- епископ Juan Antonio Gallego y Orbigo (1778 — 1788);
- епископ Juan García Ruiz (1784 — 1796);
- епископ Domingo Collantes (1788 — 1808);
- епископ Bernardo de la Inmaculada Concepción García Hernández (1816 — 1829);
- епископ Juan Antonio Lillo (1831 — 1840);
- епископ Vicente Barreiro y Pérez (1846 — 1848);
- епископ Manuel Grijalvo y Mínguez (1848 — 1861);
- епископ Francisco Gainza Escobás (1862 — 1879);
- епископ Casimiro Herrero Pérez (1880 — 1886);
- епископ Arsenio del Campo y Monasterio (1887 — 1903);
- епископ Jorge Barlin Imperial (1905 — 1909);
- епископ Джон Бернард Макгинли[англ.] (1910 — 1924) — назначен епископом Монтерея — Фресно
- епископ Francisco Javier Reyes (1925 — 1937
- архиепископ Педро Паоло Сантос Сонгко (1938 — 1965);
- архиепископ Teopisto Valderrama Alberto (1965 — 1983);
- архиепископ Леонард Самора Легаспи (1983 — 8.09.2012);
- архиепископ Rolando Joven Tria Tirona (8.09.2012 — по настоящее время).

## Источник
- Annuario Pontificio, Libreria Editrice Vaticana, Città del Vaticano, 2003, ISBN 88-209-7422-3
- Булла Quo in Philippina Republica Архивная копия от 3 февраля 2020 на Wayback Machine, AAS 44 (1952), стр. 163  (лат.)